# Arley
Arley és una població dels Estats Units a l'estat d'Alabama. Segons el cens del 2007 tenia 320 habitants.

## Demografia
Segons el cens del 2000, Arley tenia 290 habitants, 123 habitatges, i 89 famílies. La densitat de població era de 40 habitants per km².
Dels 123 habitatges en un 22% hi vivien nens de menys de 18 anys, en un 60,2% hi vivien parelles casades, en un 9,8% dones solteres, i en un 27,6% no eren unitats familiars. En el 26% dels habitatges hi vivien persones soles el 13,8% de les quals corresponia a persones de 65 anys o més que vivien soles. El nombre mitjà de persones vivint en cada habitatge era de 2,36 i el nombre mitjà de persones que vivien en cada família era de 2,82.
Per edats la població es repartia de la següent manera: un 17,9% tenia menys de 18 anys, un 9,7% entre 18 i 24, un 26,6% entre 25 i 44, un 27,2% de 45 a 60 i un 18,6% 65 anys o més.
L'edat mediana era de 41 anys. Per cada 100 dones hi havia 100 homes. Per cada 100 dones de 18 o més anys hi havia 91,9 homes.
La renda mediana per habitatge era de 26.500 $ i la renda mediana per família de 31.000 $. Els homes tenien una renda mediana de 25.750 $ mentre que les dones 16.667 $. La renda per capita de la població era de 12.822 $. Aproximadament el 13,3% de les famílies i el 15,4% de la població estaven per davall del llindar de pobresa.

## Poblacions properes
El següent diagrama mostra les poblacions més properes.